# Attico (architettura)

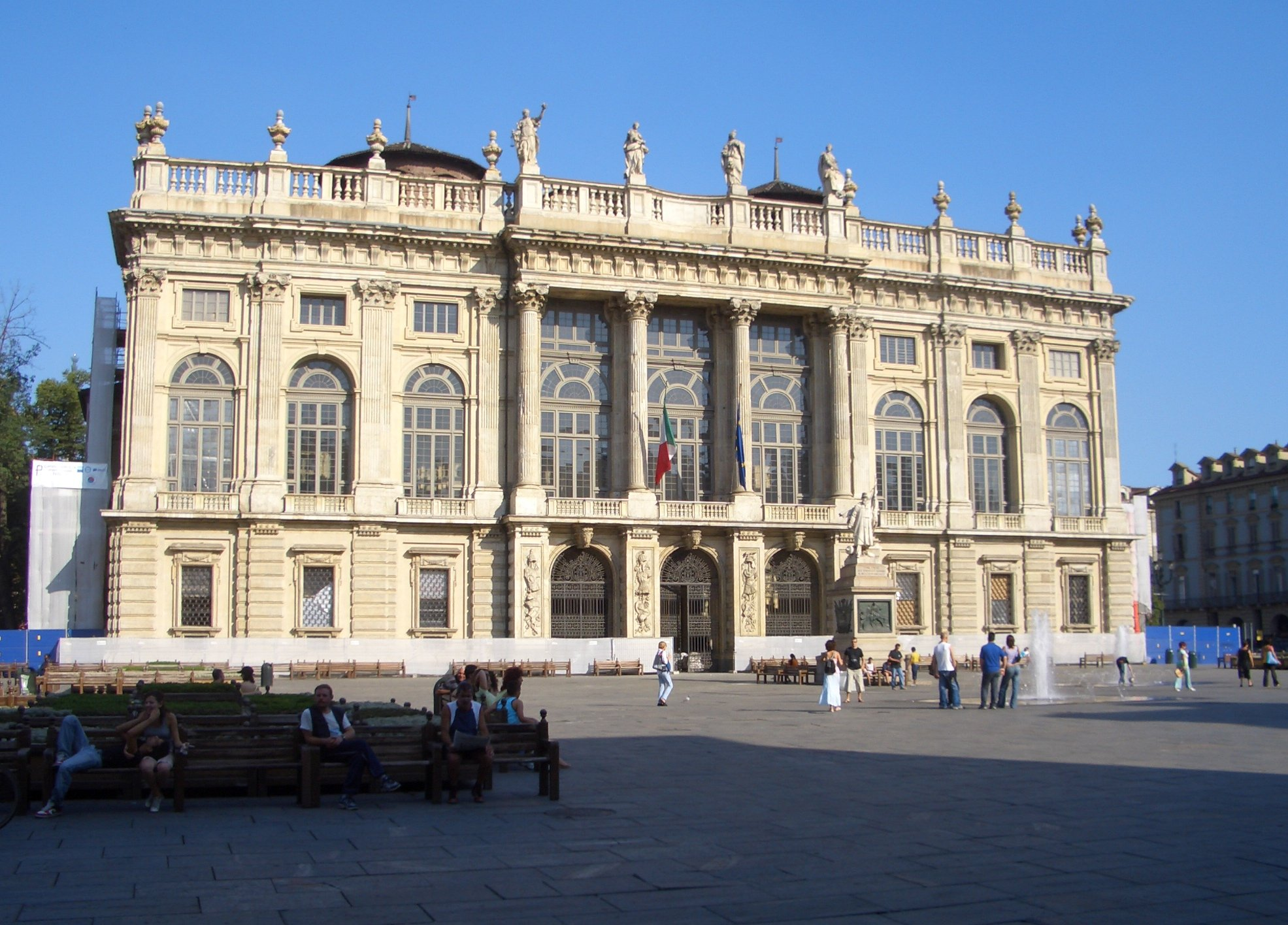
Palazzo Madama a Torino, sormontato da un attico a balaustra

In architettura l'attico è un elemento murario di coronamento al di sopra della cornice maggiore di un edificio, all'altezza del tetto o leggermente più in basso.
Può essere costituito anche da una balaustra, spesso decorata con statue, o da una merlatura.

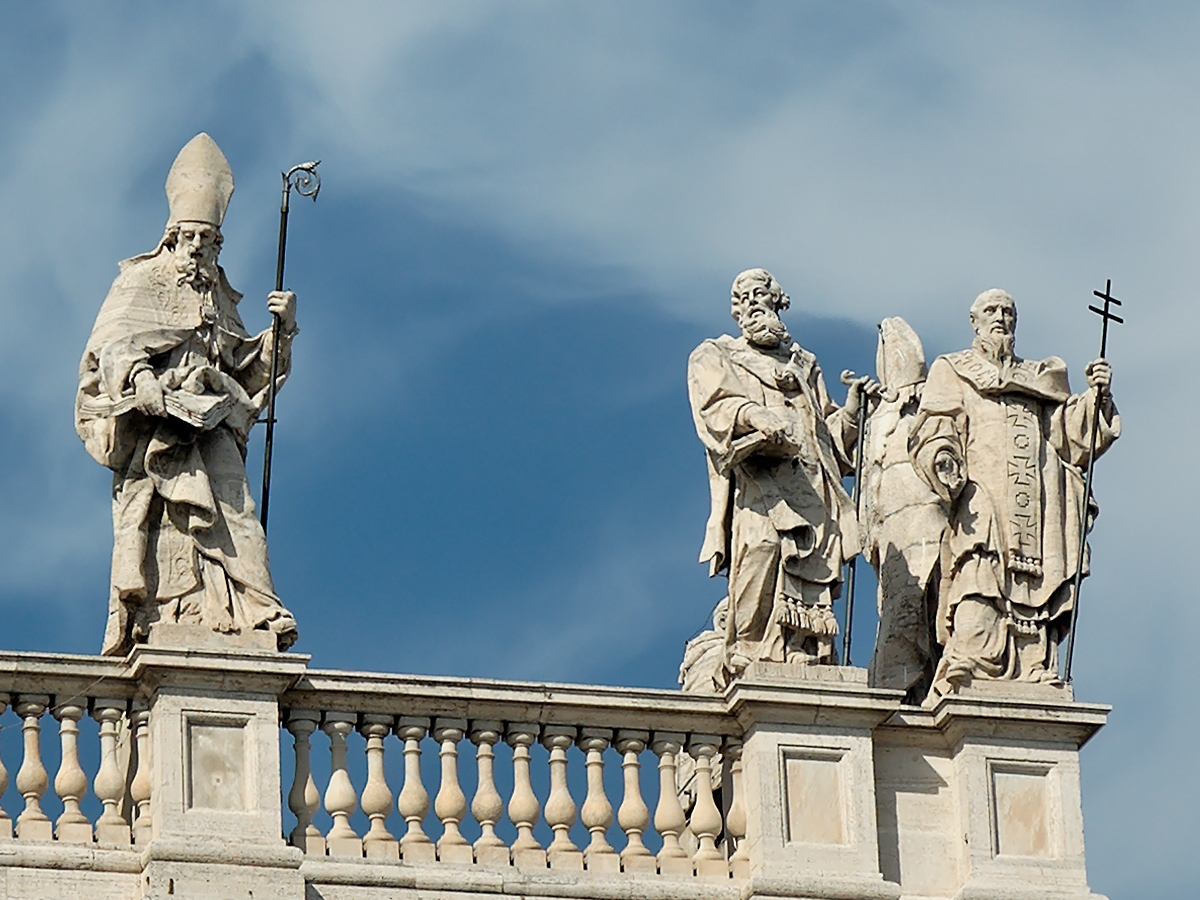
Attico della Basilica di San Giovanni in Laterano a Roma

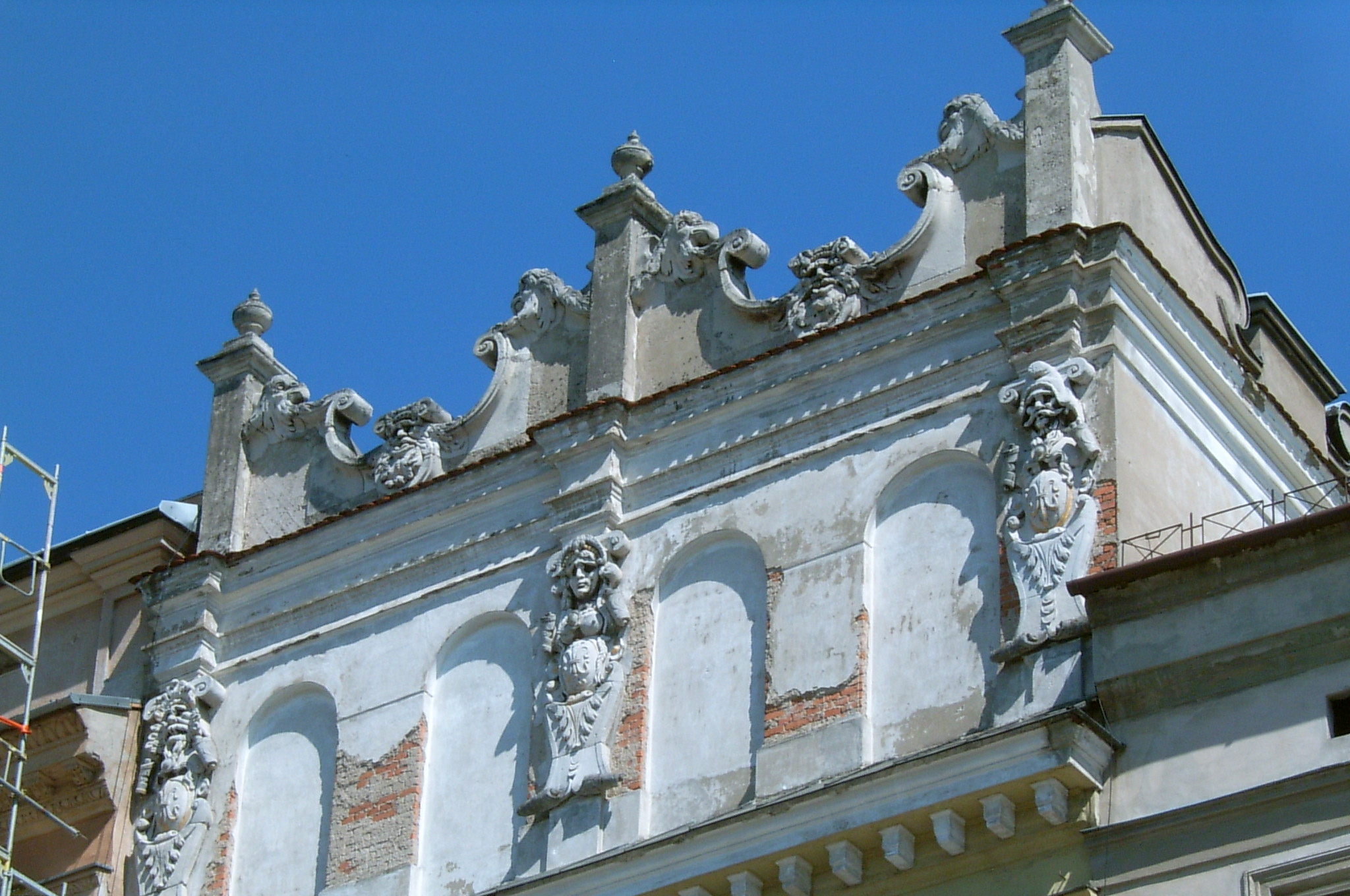
Attico di un edificio a Cracovia

## Descrizione
Si trova in edifici romani, rinascimentali, fino al neoclassicismo. Il termine deriva dallo stile architettonico dell'Attica greca.
Nell'architettura francese fu inteso invece come un piano d'abitazione vero e proprio, con soffitti più bassi di quelli sottostanti e sempre impostato al di sopra del cornicione di coronamento.
Tale definizione resta anche nell'architettura contemporanea.